# Illfurth

Illfurth este o comună în departamentul Haut-Rhin din estul Franței. În 2009 avea o populație de 2.427 de locuitori.

## Evoluția populației
| An        | 1975  | 1982  | 1990  | 1999  | 2006  | 2009  |
| --------- | ----- | ----- | ----- | ----- | ----- | ----- |
| Populație | 1.721 | 1.692 | 1.828 | 1.959 | 2.235 | 2.427 |